# Luché-Thouarsais
Luché-Thouarsais ist eine französische Gemeinde mit 533 Einwohnern (Stand: 1. Januar 2022) im Département Deux-Sèvres in der Region Nouvelle-Aquitaine (vor 2016: Poitou-Charentes). Sie gehört zum Arrondissement Bressuire und zum Kanton Le Val de Thouet. Die Einwohner werden Luchéens genannt.

## Lage
Luché-Thouarsais liegt etwa 15 Kilometer nordöstlich von Bressuire. Umgeben wird Luché-Thouarsais von den Nachbargemeinden Coulonges-Thouarsais im Westen und Norden, Rigné im Norden und Nordosten, Luzay im Nordosten, Saint-Varent und Sainte-Gemme im Osten, Geay im Süden und Südwesten sowie Bressuire im Südwesten.

## Bevölkerungsentwicklung
| Jahr                       | 1962 | 1968 | 1975 | 1982 | 1990 | 1999 | 2006 | 2019 |
| Einwohner                  | 434  | 375  | 349  | 338  | 336  | 327  | 375  | 526  |
| Quellen: Cassini und INSEE |      |      |      |      |      |      |      |      |

## Sehenswürdigkeiten

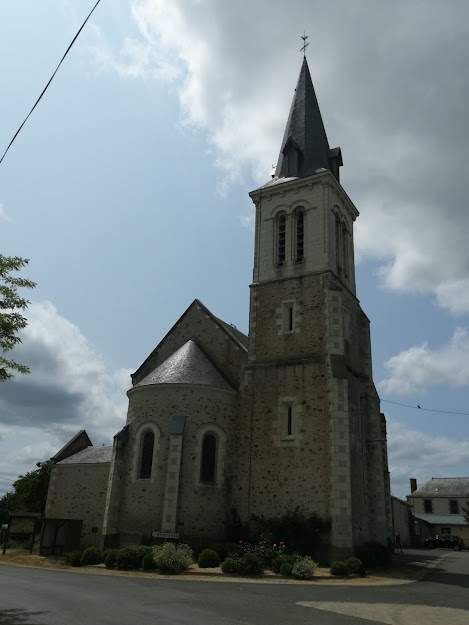
Kirche Saint-Hilaire

- Kirche Saint-Hilaire